# Abd Allah bin Musa'id Al Sa'ud
Abd Allāh bin Musāʿid Āl Saʿūd (in arabo عبد الله بن مساعد بن عبد العزيز آل سعود‎?; Riyad, 18 agosto 1965) è un principe, politico, imprenditore e dirigente sportivo saudita, membro della famiglia reale Āl Saʿūd.

## Primi anni di vita e  formazione
Il principe Abd Allah è nato a Riad il 18 agosto 1965 ed è figlio del principe Musa'id bin Abd al-Aziz Al Sa'ud e di Fatima bint Hashim bin Turki bin Alngers, donna di origine turca. Ha frequentato le scuole primarie presso l'istituto Al Faysaliah. In seguito si è trasferito a Beirut. Dopo aver completato il liceo è tornato in patria dove ha ottenuto una laurea con lode in ingegneria industriale all'Università Re Sa'ud. In seguito ha conseguito un master in ingegneria presso lo stesso ateneo.

## Attività commerciali
Nel 1989, con altri soci, ha fondato SPMC Group, un'industria cartaria  che è una delle più grandi aziende del Medio Oriente con interessi significativi all'estero. Il principe possiede il 40% delle azioni.
Dal 2003 al 2004 è stato presidente dell'Al-Hilal Club. In questo periodo la squadra ha vinto la Coppa del principe ereditario. Tuttora è tifoso del club. Nel settembre del 2013 ha acquistato una quota del 50% dello Sheffield United e ne è co-presidente con Kevin McCabe.
È proprietario di vari club calcistici: Sheffield United, Beerschot VA, Kerala United e Al Hilal United.

## Carriera politica
Il 26 giugno 2014 è stato nominato presidente dell'Ente del Welfare Giovanile.
Dal 4 dicembre 2014 presiede la Federazione dei Giochi della solidarietà islamica.

## Vita personale
Il principe Abd Allah è sposato con la principessa Jawaher bint Fahd bin Abdullah Al Sa'ud. Hanno cinque figlie e due figli. Sara, la maggiore è sposata con il fantino e campione olimpico Abd Allah bin Mutaib Al Sa'ud, nipote di re Abd Allah. Nouf invece è sposata con Sa'ud bin Mansour bin Muti'b bin Abd al-Aziz Al Sa'ud.
Il principe è noto per il suo amore per la lettura e il football americano. È tifoso dei San Francisco 49ers e durante la stagione calcistica ogni domenica segue le partite con gli amici.